# Lars Gyllensten

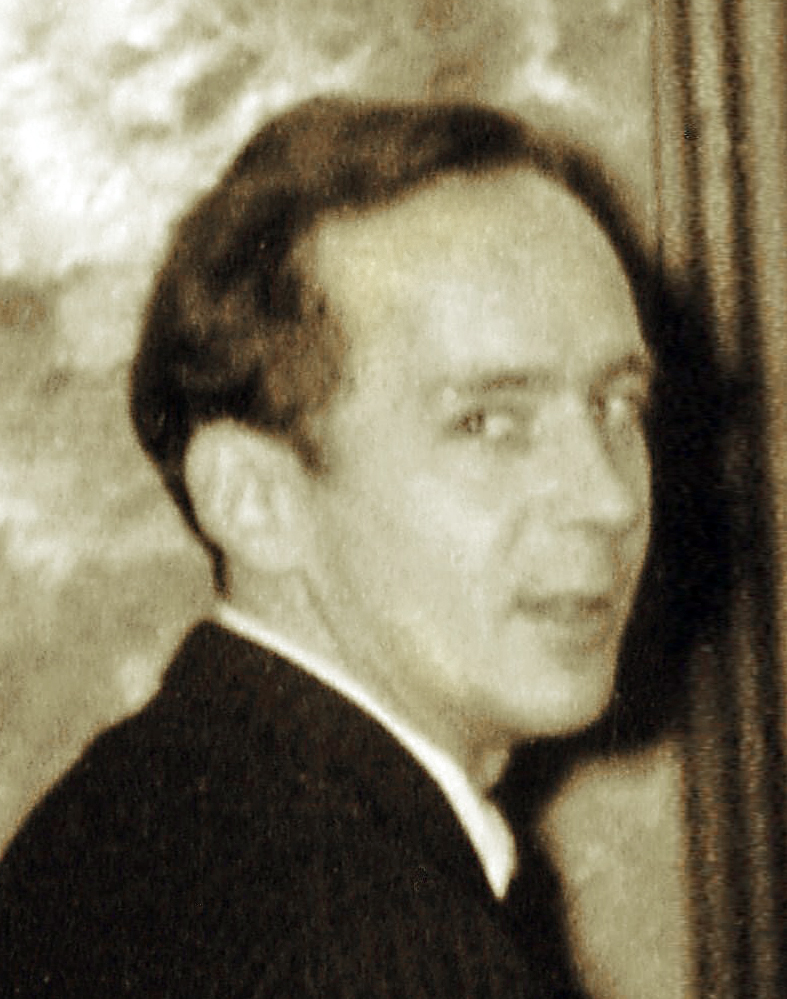
Lars Gyllensten

Lars Gyllensten (* 12. November 1921 in Stockholm; † 25. Mai 2006 ebenda) war ein schwedischer Schriftsteller und Arzt. Er war Sohn des Disponenten Carl Gyllensten und von Ingrid Rangström, Schwester von Ture Rangström. Er saß auf Stuhl Nr. 14 der Schwedischen Akademie, deren ständiger Sekretär er zeitweise war.
Lars Gyllensten promovierte 1953 mit einer Arbeit über Thymus und Schilddrüse an Meerschweinchen. Sein erstes Werk als Autor war Camera Obscura, das er 1946 unter dem Pseudonym Jan Wictor zusammen mit Torgny Greitz schrieb. Das erste Buch als alleiniger Autor war Moderna myter (1949), dem kurz darauf Det blå skeppet (1950) und Barnabok (1952) folgten.
Zunächst arbeitete Gyllensten als Prosektor, anschließend als Assistenzprofessor in Histologie am Karolinska-Institut in Solna, bevor er sich 1973 mit 52 Jahren entschied, Vollzeit-Autor zu werden. 1966 wurde er als Mitglied in die Schwedische Akademie gewählt, wo er auf Stuhl Nr. 14 Platz nahm. Von 1977 bis 1986 war er der ständige Sekretär der Akademie und in den Jahren 1968 bis 1987 Mitglied des Nobelkomitees. Seit 1979 war er auch Mitglied der Nobelstiftung, deren Sprecher er von 1987 bis 1993 war. Außerdem war er Ehrenmitglied der Königlichen Akademie für schöne Literatur (Kungliga Vitterhets Historie och Antikvitets Akademien) und der Königlich Schwedischen Akademie der Wissenschaften. Lars Gyllensten verließ die Schwedische Akademie 1989 aus Protest, da sich die Mitglieder nicht darauf einigen konnten, Ajatollah Chomeini auf Grund dessen Todesurteils (Fatwa) gegen Salman Rushdie zu verurteilen. Seit 1967 saß Gyllensten im Aufsichtsrat des Schwedischen Radios.
Lars Gyllensten debattierte gerne in den Tageszeitungen und initiierte während mehreren Jahrzehnten Debatten, vor allem in der Entwicklungshilfe-, der Umwelt- und der Verkehrspolitik. Selbst war er ausgesprochener Gegner der Fokussierung auf den Autoverkehr und weigerte sich auch persönlich, Auto zu fahren. In den 60er-Jahren organisierte Gyllensten eine Unterschriftenkampagne unter Akademikern, in der sie sich bereit erklärten, auf einen Teil ihres Lohnes zu verzichten, wenn die Regierung diesen in die Entwicklungshilfe stecken würde. In der Debatte um den Ausbau des Vindelälv um dessen Wasserkraft zur Energiegewinnung zu nutzen, war Gyllensten ein starker Gegner des Ausbaus und vertrat seine Argumente unnachgiebig gegenüber Olof Palme.
Als im Frühjahr 1966 eine große landesweite Debatte um den Glaubensverfall in der schwedischen Gesellschaft ausbrach, bezog Gyllensten nachdrücklich Stellung gegenüber Ideologien und Utopien, indem er unter anderem Die 10 Gebote – the new look veröffentlichte. Im Jahre 2000 schrieb Gyllensten seine Memoiren unter dem Titel Minnen, bara minnen, die unter anderem viel Kritik an der Schwedischen Akademie und seinem Nachfolger als ständigem Sekretär, Sture Allén, enthalten. Nur wenige seiner Werke sind ins Deutsche, Englische oder Französische übersetzt worden.

## Preise und Auszeichnungen
- Svenska Dagbladets Literaturpreis 1958
- Litteraturfrämjandets großer Romanpreis 1961
- Doblougpreis 1964
- Großer Preis des Samfundet De Nio 1966
- Övralidspreis 1969
- Litteraturfrämjandets großer Preis 1972
- Kellgren-Preis 1986
- Pilotpreis 1987
- Selma-Lagerlöf-Preis 1991
- Harry-Martinson-Preis 1991

## Werke
Auf Deutsch sind erschienen:
- Desperados 1965 (Original: Desperados 1962)
- Kains Memoiren 1968 (Original: Kains memoarer 1963)
- Im Schatten Don Juans 1979 (Original: I skuggan av Don Juan 1975)

Weitere Werke, die nicht auf Deutsch erschienen sind:
- Camera obscura 1946 (unter dem Pseudonym Jan Wictor, zusammen mit Torgny Greitz)
- Moderna myter 1949
- Det blå skeppet 1950
- Barnabok 1952
- Carnivora 1953
- Senilia 1956
- Senatorn 1958
- Sokrates död 1960
- Nihilistiskt credo 1964
- Juvenilia 1965
- Lotus i Hades 1966
- Diarium spirituale 1968
- Palatset i parken 1970
- Ur min offentliga sektor 1971
- Mänskan djuren all naturen 1971
- Grottan i öknen 1973
- I skuggan av Don Juan 1975
- Lapptäcken-Livstecken 1976
- Tal på Övralid 1969, 1977
- Baklängesminnen 1978
- Klipp i 70-talet 1979
- Nobelpriset i litteratur 1980
- Huvudskallebok 1981
- Svenska akademien förr och nu 1982
- Provdockan 1983
- Rätt och slätt 1983
- Skuggans återkomst eller Don Juan går igen 1985
- Sju vise mästare om kärlek 1986
- Just så eller kanske det 1989
- Hjärnfilspån 1989 (unter dem Pseudonym Pär Silje)
- Det himmelska gästabudet 1991
- Så var det sagt 1992
- Hack i häl på Minerva (mit Georg Klein) 1993
- Anteckningar från en vindskupa 1993
- Ljuset ur skuggornas värld 1995
- Augustin och Celestine: om nåra små loppors liv och leverne 1995
- Om Berzelius och Svenska akademien 1997
- Kistbrev 1998
- Minnen, bara minnen 2000
- Med andras ord, och egna 2004 (Zitatesammlung)

| Personendaten    | Personendaten                                   |
| ---------------- | ----------------------------------------------- |
| NAME             | Gyllensten, Lars                                |
| ALTERNATIVNAMEN  | Wictor, Jan (Pseudonym); Silje, Pär (Pseudonym) |
| KURZBESCHREIBUNG | schwedischer Mediziner und Schriftsteller       |
| GEBURTSDATUM     | 12. November 1921                               |
| GEBURTSORT       | Stockholm                                       |
| STERBEDATUM      | 25. Mai 2006                                    |
| STERBEORT        | Stockholm                                       |